# Quora
Quora est un forum informatique sur le Web qui permet à ses utilisateurs de créer, d'éditer et d'organiser des questions-réponses. Le site organise les questions-réponses par sujets et permet aux utilisateurs de collaborer.
La maison mère de l'entreprise, Quora Inc., est localisée à Mountain View, en Californie. Le site, fondé en juin 2009, et rendu disponible au public le 21 juin 2010, a atteint les 100 millions de visiteurs uniques par mois en mars 2016.  

## Histoire
Quora a été fondé en avril 2009 par Adam d'Angelo, cofondateur et directeur technique de Facebook, et Charlie Cheever, qui a mené à bien la création de Facebook Connect et de Facebook Platform. Le nom de « Quora » fut choisi, selon Cheever, par association avec le mot latin « quorum », qui était en latin un groupe de débat entre individus. Le nom de « Quiver » fut aussi envisagé.
Afin de s'adapter à l'augmentation des flux de navigation, Quora fit évoluer le design du site en juin 2011, et le rendit disponible sur téléphone mobile en septembre 2011.
En septembre 2012, Charlie Cheever, cofondateur de Quora, décida de quitter la direction de l'entreprise, ne conservant qu'un rôle de conseiller spécial auprès des dirigeants.
En mars 2016, Quora se porta acquéreur du site de discussion en ligne Parlio. En avril de la même année, l'entreprise commença à introduire, de manière progressive, des publicités sur le site.
En octobre 2016, Quora lança une version espagnole de son site, puis une version en français au début de l'année 2017. Des versions germanophones et italophones furent introduites en mai de la même année, puis japonaise en septembre. Les versions en hindi, portugais et indonésien furent créées en avril 2018.
En avril 2017, Quora annonça avoir atteint 190 millions de visiteurs uniques par mois, soit cent millions de plus que l'année précédente.
En septembre 2018, le chiffre de 300 millions de visiteurs mensuels fut atteint. Cependant, Quora reste bien moins visible que Twitter, qui a un nombre d'utilisateurs comparable.
En décembre 2018, Quora annonce qu'environ cent millions de comptes utilisateurs ont été atteints par un piratage dû à une faille de sécurité.

## Fonctionnement de la plateforme

### La politique de l'identité réelle
Quora obligeait historiquement ses utilisateurs à utiliser leur véritable nom, plutôt qu'un pseudonyme. Les faux noms semblaient réservés aux modérateurs. Ceux qui utilisaient un pseudonyme pouvaient faire l'objet d'un bannissement. À la suite d'une demande des utilisateurs, une fonctionnalité de Quora a permis aux utilisateurs de poster des réponses de manière anonyme. Les utilisateurs peuvent également utiliser Quora grâce à leur compte Google ou Facebook. Depuis, l'obligation d'utiliser son véritable nom a finalement disparu, et avec elle la possibilité de poster des réponses anonymes. Dans tous les cas, on peut observer que la modération sur Quora reste très limitée.
La communauté Quora inclut des personnes telles que Jimmy Wales, Justin Trudeau, Barack Obama, Hillary Clinton, Adrian Lamo, Paul Krugman...

### Le programme desTop Writers
Le programme des Top Writers est créé par Quora en 2012, pour la version anglophone. Il permet à l'entreprise de décerner chaque année un prix aux utilisateurs qui ont publié les réponses de meilleure qualité et se sont le plus investis dans le site. Environ 150 personnes sont nommées chaque année, inspirant beaucoup de contributeurs à publier des réponses recherchées.
Un équivalent existe dans la version française : chaque semaine, un utilisateur de Quora est nommé "auteur de la semaine", ce qui est annoncé publiquement par une publication sur "Planète Quora".

### Le programme partenaire Quora
Le programme partenaire est un programme créé par Quora au printemps 2018, peu à peu ouvert aux utilisateurs américains les plus réputés sur la plateforme. Elle vise à rémunérer les questions posées en fonction des visites sur celles-ci. Ce programme s'est ouvert à différents pays, dont la France. Cependant, Quora a annoncé le 17 août 2022 que le Programme partenaire en anglais seulement fermait le 30 septembre 2022.

### Les rencontres Quora
L'entreprise a mis en place, à partir de 2017, une tradition de « Quora World Meetups », à savoir des rencontres entre quorans, chacune amenant plus de trois mille auteurs. Des évènements plus petits sont également organisés chaque année. Chaque version localisée de Quora a organisé ses propres rencontres.
Pendant les périodes de confinement, certaines de ces rencontres ont été réalisées en ligne.

## Réceptions

### Critiques
Quora a été largement examiné par les médias en 2010,,. Quora a été piraté en 2018, entraînant une perte d'informations sur les utilisateurs au profit des pirates. Selon Robert Scoble, Quora a réussi à combiner les atouts de Twitter et de Facebook. Plus tard, en 2011, Scoble a critiqué Quora pour être un « service horrible pour les blogs » et, bien qu'il s'agisse d'un site Web de questions et réponses décent, pas sensiblement meilleur que les alternatives.
Quora a été fortement critiqué pour avoir supprimé les détails des questions en août 2017. Selon certains utilisateurs, la suppression des détails des questions limitait la possibilité de soumettre des questions personnelles et des questions nécessitant des extraits de code, du multimédia ou une complexité de toute sorte qui ne pouvait pas respecter la limite de longueur d'une URL,. Selon une annonce officielle de mise à jour du produit, la suppression des détails des questions a été effectuée pour mettre l'accent sur les questions « canoniques ».
Le système de modération de Quora, qui repose en grande partie sur l'automatisation, a été fréquemment critiqué comme étant inefficace, incohérent et opaque du point de vue des utilisateurs. Le site signale automatiquement les actions apparemment inoffensives (telles que coller une adresse web afin de citer une source)  tout en semblant ignorer les réponses, les publications et les commentaires que les utilisateurs ont signalés comme faux, hautement sensibles ou harcelants. Les utilisateurs peuvent faire appel des décisions de modération, mais le traitement des appels par Quora est critiqué comme étant automatisé et impersonnel, laissant beaucoup se demander à quel point la modération du site Web est effectuée par du personnel humain,,,.
L'incohérence de la modération de Quora a été imputée à la prolifération de préjugés néfastes sur le site. En 2014, en plus d'être harcelées en privé, les utilisatrices ont constaté l'omniprésence de questions ambiguës sur le sexisme envers les femmes, et des réponses plus clairement sexistes, alors que les mêmes types de questions concernant les hommes ont été rapidement supprimées. Une utilisatrice a fait l'objet d'un message sexuellement diffamatoire contenant une photo d'elle qui a été supprimée par modération seulement lorsque l'incident a été rendu public en ligne. En 2021, le site du journal The algemeiner signale une augmentation de l'antisémitisme sur le site, avec par exemple la présence d'une communauté prônant le négationnisme de la Shoat .
La critique négative de Jacob Stern en 2024, dans The Atlantic, déclare qu '« un grand nombre de questions sont inutiles. Beaucoup ne sont pas vraiment des questions du tout; ce sont des provocations. Dans les cas où les utilisateurs semblent être à la recherche de réponses utiles, celles qu'ils reçoivent sont, pour le moins, inégales. Les rares noyaux de qualité qui existent sur le site sont difficiles à extraire des montagnes d'inepties - du moins en partie parce que Quora a tendance à placer les réponses insensées devant et au centre. ».↲Stern y dit, aussi, que pour devenir rentable, Quora aurait gonflé le site avec de la publicité et avait encouragé la publication de questions provocatrices (voir (en) clickbait), ce qui, tout en stimulant probablement l'engagement, a éloigné la participation de contributeurs de haute qualité, laissant le site Web dans ce que Stern a appelé un «état d'échec prospère». Ces critiques ont été reprises par Nitish Pahwa dans Slate.

### Utilisation dans des opérations de propagande
En 2018, le Quotidien du peuple , journal officiel du Comité central du Parti communiste chinois , a fait état de la possibilité pour les citoyens chinois d'utiliser la plateforme pour promouvoir l'image de la Chine à l'étranger.  En 2020, Ben Nimmo, fondateur du Digital Forensic Research Lab de l' Atlantic Council , a souligné la popularité de Quora en tant que lieu permettant de créer de faux comptes et de semer la désinformation. En 2023, Meta Platforms a déclaré que l'opération d'influence « Spamouflage » des forces de l'ordre chinoises avait ciblé Quora,.

## Chronologie
| Date           | Type d'événement   | Détails |
| -------------- | ------------------ | --- |
| juin 2009      | Produit            | fondation de Quora |
| juin 2010      | Produit            | Quora annonce son ouverture au public |
| janvier 2011   | Équipe             | Marc Bodnick (en) quitte en:Elevation Partners pour rejoindre Quora |
| février 2011   | Technologie        | Quora choisit C++ plutôt que C pour ses services hautes performances |
| juillet 2011   | Produit            | Quora introduit la vidéo dans ses pages de questions-réponses |
| juillet 2011   | Produit            | Quora introduit les Crédits pour poser des questions à répondre |
| septembre 2011 | Produit            | Quora introduit les commentaires en fil de discussion et le vote des commentaires |
| septembre 2012 | Équipe             | Le cofondateur Charlie Cheever (en) quitte Quora |
| novembre 2012  | Produit            | Quora présente le programme Top Writers |
| janvier 2013   | Produit            | Quora présente les blogs |
| mars 2013      | Produit            | Quora introduit une politique éliminant les réponses contenant uniquement des images. |
| avril 2014     | Financement        | Quora lève 80M $ dans une série C pour une valorisation de 900M $, avec Tiger Global Management (en) et Y Combinator comme investisseurs |
| janvier 2016   | Produit            | Quora annonce un système de primes, offrant des primes financières pour la meilleure réponse (sélectionnée par la personne qui pose la question) à des questions sélectionnées |
| mars 2016      | Produit            | Quora acquiert Parlio (en), un site de questions-réponses en ligne lancé par Wael Ghonim. |
| avril 2016     | Produit            | Quora annonce qu'il va commencer à tester des publicités sur un petit nombre de pages de questions |
| mai 2016       | Équipe             | Marc Bodnick (en), chef de l'équipe commerciale et de modération et porte-parole de Quora, annonce qu'il quitte l'entreprise. |
| août 2016      | Produit            | Quora annonce la prise en charge de la l'espagnol |
| novembre 2016  | Équipe             | Kelly Battles (en), administrateur de la Fondation Wikimédia , a été annoncé comme nouveau directeur financier (CFO), |
| février 2017   | Produit            | Quora intègre Wikidata dans sa gestion des sujets |
| avril 2017     | Financement        | Quora lève 85M $ dans le cadre d'un cycle de financement de série D pour une valorisation de 1,8 Milliard $, avec Collaborative Fund (en) et Y Combinator comme investisseurs |
| juillet 2017   | Produit            | Quora annonce la prise en charge de l'allemand et l'italien |
| septembre 2017 | Produit            | Quora annonce le support de le japonais |
| février 2018   | Produit            | Quora annonce le lancement de la fonctionnalité Liens, qui affiche des liens vers des articles sur d'autres sites Web dans le flux des utilisateurs. Initialement, les liens étaient automatiquement triés par sujets et publiés par le logiciel dans les flux des utilisateurs en fonction des sujets qu'ils suivaient, et apparaissaient également dans un onglet « Liens » sur les pages de sujets. L'onglet Liens a ensuite été supprimé des pages de sujets sans annonce. |
| avril 2018     | Produit            | Quora lance les réponses vidéo |
| avril 2018     | Produit            | Quora présente le programme de partenariat Quora |
| mai 2018       | Produit            | Quora annonce le lancement de Sharing, une sorte de reblogging (en) . |
| juin 2018      | Produit            | Quora annonce la prise en charge de l'hindi,l'indonésien et du portugais |
| août 2018      | Produit            | Quora lance la possibilité pour les utilisateurs de partager des liens. |
| septembre 2018 | Base d'utilisateur | Quora atteint 300 millions d'utilisateurs mensuels |
| novembre 2018  | Produit            | Quora lance la fonctionnalité « Espaces » puis convertit ensuite les blogs existants sur la plateforme en espaces |
| décembre 2018  | Sécurité           | Quora a signalé une violation de données qui a affecté 100 millions de données de ses utilisateurs |
| janvier 2019   | Produit            | Quora annonce la prise en charge du néerlandais, danois, finnois, norvégien, suédois, marathi , bengali et tamoule |
| décembre 2019  | Équipe             | Quora annonce l'ouverture de son premier bureau d'ingénierie international à Vancouver, qui traiterait de l'apprentissage automatique et d'autres fonctions d'ingénierie |
| décembre 2019  | Produit            | Quora annonce la prise en charge de l'arabe , gujarati , hébreu , kannada , malayalam et du telougou |
| janvier 2020   | Équipe             | Un nombre indéterminé d'employés de Quora sont licenciés dans ses bureaux de San Francisco et de New York pour des raisons financières |
| avril 2021     | Produit            | Quora annule sa politique en matière de noms réels, permettant aux utilisateurs d'utiliser des pseudonymes |
| août 2021      | Produit            | Quora permet aux contributeurs de monétiser leurs contenus et lance un service d'abonnement appelé Quora+. |
| août 2022      | Produit            | Quora a annoncé l'arrêt du programme de partenariat Quora en anglais uniquement. |
| février 2023   | Produit            | Quora a lancé au public son chatbot alimenté par l'IA appelé Poe, |